# Salah Amin
Salah Amin (صلاح أمين) (sinh ngày 19 tháng 9 năm 1981) là một tiền đạo người Ai Cập thi đấu cho đội bóng tại Giải bóng đá ngoại hạng Ai Cập Tala'ea El Gaish.
Anh lần đầu tiên được triệu tập vào Ai Cập 2009 để thi đấu giao hữu trước Mauritius và trận đấu tại Vòng loại giải vô địch bóng đá thế giới 2010 trước Zambia. Vào ngày 2 tháng 10 năm 2009 Amin có màn ra mắt trước Mauritius nhưng không may bị thay ra sau 15 phút vì chấn thương. Sau đó kết quả chụp X quang cho thấy rằng anh bị chấn thương dây chằng chéo trước.